# 云南省人民政府委员会
云南省人民政府委员会是1950年至1955年间的云南省最高行政机关，主席及委员由中央政府直接委任。1955年召开云南省第一届人民代表大会选举产生云南省人民委员会，人民政府委员会任期终止。

## 历史
昆明市军事管制委员会成立后，1950年3月15日，中央人民政府政务院任命陈赓为云南省人民政府主席，成立云南省人民政府:294。8月，任命委员39人组成云南省人民政府委员会，1950年10月30日正式成立:291。人民政府委员会任内在云南省开展了土地改革运动、镇压反革命运动、三反五反运动、禁止鸦片、抗美援朝运动、生产资料所有制的社会主义改造等政治活动:439-461。1955年2月云南省第一届人民代表大会第二次会议选举成立云南省人民委员会后，人民政府委员会任期终止:291。

## 组成人员
- 主席：陈赓（1950年7月奉命援越，主席职务先后由周保中、郭影秋代行）
- 副主席：周保中（1952年7月调离）、郭影秋（1952年9月到任）、张冲、杨文清（1950年10月病逝）、龚自知
- 委员：丁兆冠、王少岩、安恩溥、朱家璧、宋一痕、宋任穷、吴少默、吴作民、李一平、李文汉、李成芳、李琢庵、李群杰、谷景生、周希汉、周体仁、侯方岳、徐嘉瑞、秦淑贞、秦瓒、马继孔、张子斋、张天放、庄田、陈方、陈康、曾恕怀、郭天民、杨克成、杨青田、禄国藩、刘有光、刘林元、潘朔端、郑伯克、郑敦、龙绳武、谢崇文、苏鸿纲、赵钟奇、李鸿祥、于一川、谢富治（后四名为1950年10月之后任命）
- 秘书长：马继孔（至1951年9月）、吴作民（1951年9月起）
- 副秘书长：张子斋、窦力新、陈方[2]:292

## 下设机构
截止1954年12月，云南省人民政府委员会共设置工作部门32个，其中委厅局28个，处室4个：
办公厅、参事室、顾问室、政治法律委员会、财政经济委员会、文化教育委员会、人民监察委员会、民政厅、人事厅、公安厅、计划委员会、财政厅、税务局、工业厅、交通厅、商业厅、对外贸易局、粮食厅、农林厅、劳动局、统计局、教育厅、文化局、新闻出版处、卫生厅、体育筹备委员会、民族事务委员会、外事处、华侨事务处、供销合作社、建筑工程局、气象局、人民检察署、人民法院。:316-319